# Hassel – Botgörarna
Hassel – Botgörarna är en svensk TV-film från 1992.   

## Handling
Ruben Wass, forskare på Läkemedelsbolaget Angila Medical AB, försvinner spårlöst, och med honom underlaget till ett nytt medicinpreparat mot reumatism. Bo Laurin,    
tidigare inom Polisen och nu säkerhetschef på företaget, påstår sig ha sett forskaren tillsammans med en känd våldsbrottsling en tid före försvinnandet. Samtidigt som Hassel och hans kolleger tar sig an fallet börjar en massa konstiga saker att hända både innanför och utanför väggarna på Angila: en härva med lögner,    
svek, svartsjuka och avancerat industrispionage.

## Om filmen
Filmen är den nionde i raden av filmer som SVT Drama producerade mellan 1986 och 1992. Den hade premiär på Kanal 1 den 3 april 1992.

## Rollista
- Lars-Erik Berenett – Roland Hassel
- Björn Gedda – Simon Palm
- Leif Liljeroth – Yngve Ruda
- Allan Svensson – Sune Bengtsson
- Robert Sjöblom – Pelle Pettersson
- Ingrid Janbell – Virena
- Lars Väringer – Bo Laurin
- Bengt Blomgren – Henrik Norrblom
- Claes Ljungmark – Fred Melinder
- Marika Lagercrantz – Erika Wass
- Douglas Johansson – Oredsson
- Thomas Roos – Göran Aigner
- Nils Moritz – Åhlin
- Peter Kneip – kommissarie Nord
- Kim Rhedin – Åsa Norén
- Jan Sjödin – Tord Haninger
- Eva Stellby – Gunnel Haninger
- Ken Kotagiri – Chiaki
- Li Wen – Miyaguchi
- Takashi Matsuyama – Takashi